# Rus (kommunhuvudort)
Rus är en kommunhuvudort i Spanien.   Den ligger i provinsen Provincia de Jaén och regionen Andalusien, i den centrala delen av landet, 260 km söder om huvudstaden Madrid. Rus ligger 585 meter över havet och antalet invånare är 3 727.
Terrängen runt Rus är kuperad. Runt Rus är det ganska tätbefolkat, med 67 invånare per kvadratkilometer. Närmaste större samhälle är Linares de Mora, 16,1 km väster om Rus. Trakten runt Rus består till största delen av jordbruksmark.